# 청두 스포츠 센터

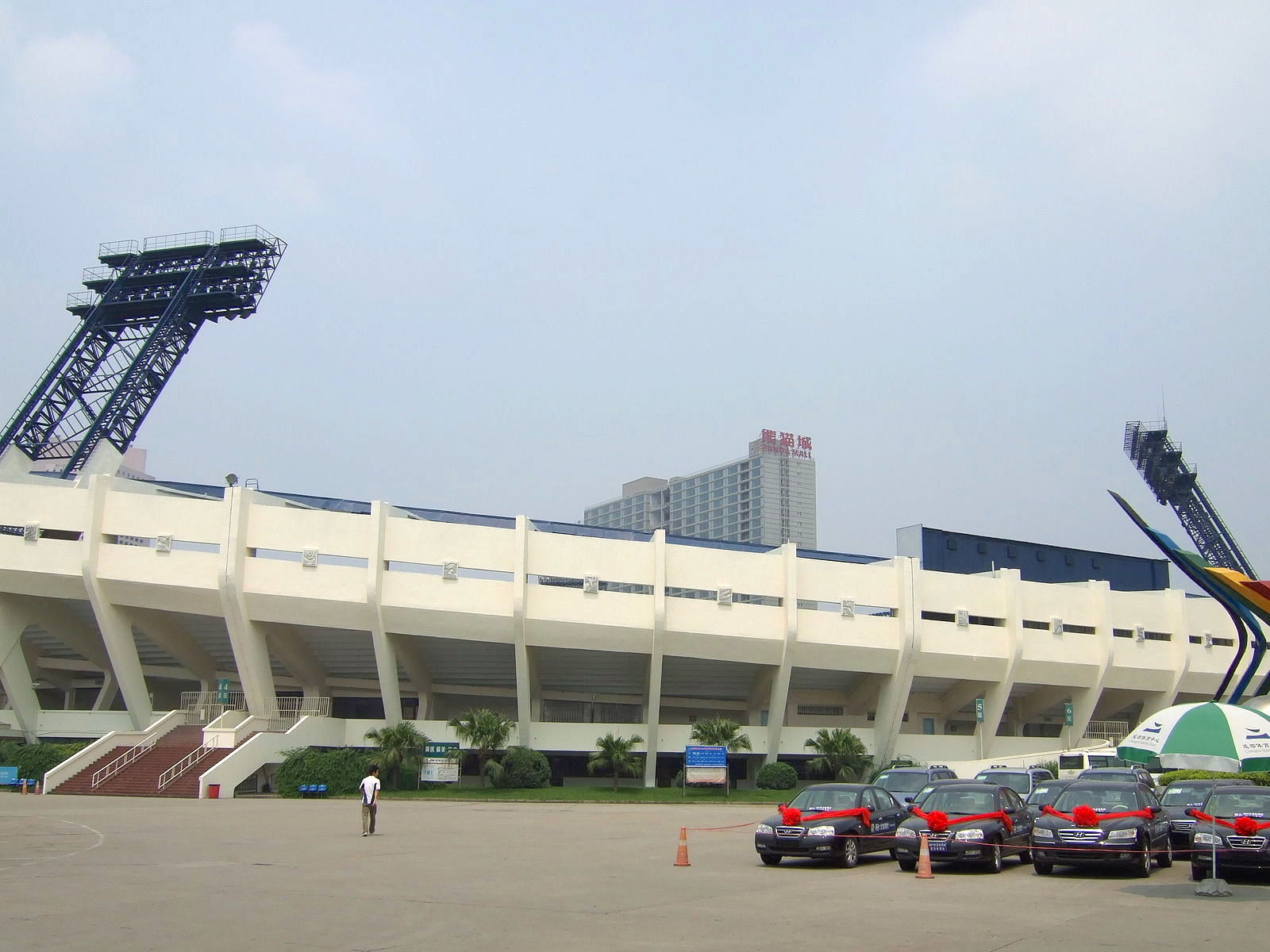
청두 스포츠 센터

청두 스포츠 센터(간체자: 成都市体育中心)는 중화인민공화국의 청두에 위치한 종합경기장이다. 이 경기장은 사천 스포츠 센터(간체자: 四川省体育中心)라고 불리기도 한다. 종합경기장이지만 주로 축구 경기에 많이 사용된다.
이 경기장은 42,000명의 관중 수용능력이 있으며 중국 2부리그인 지아 리그의 청두 셰페이롄의 홈구장이기도 하다. 이 팀은 셰필드 유나이티드의 소유이다.
2007년 FIFA 여자 월드컵을 개최하는 경기장으로 총 여섯 경기가 열렸다.
- 위치 : 북위 30° 39′ 57.18″ 동경 104° 3′ 56.01″ / 북위 30.6658833°  동경 104.0655583°